# Stekeltrilzwam
De stekeltrilzwam (Pseudohydnum gelatinosum) is een schimmel behorend tot de orde Auriculariales. Hij komt voor op naaldhout dat sterk vermolmd is. Hij groeit bij o.a. den (Pinus) en spar (Picea) en zelden op andere naaldboomsoorten.

## Kenmerken

### Uiterlijke kenmerken
De gelatineuze-gelatineuze vruchtlichamen groeien vaak als dakpannen op elkaar en zijn halfrond tot schelpvormig; ze verschijnen zelden afzonderlijk. Ze zijn 2 tot 8 cm lang of breed en 1-1,5 cm dik. Het oppervlak kan wit, witgrijs tot grijsbruin zijn, maar ook violet tot zwartbruin of bijna zwart. Het heeft een korrelige, wratachtige structuur. De onderkant heeft "spikes" van 1-4 mm lang. De steel is meestal lateraal; zelden kan het ook centraal gelegen zijn of helemaal afwezig zijn. Het is witachtig grijs tot grijsachtig bruin van kleur. Het trama (vlees) heeft geen eigen smaak.
De sporenprint is wit. 

### Microscopische kenmerken
De ronde tot bijna ronde en gladde sporen hebben een diameter van 4,5 tot 8 µm. De basidia zijn in de lengte gedeeld en hebben sterigmata tot 20 micrometer lang. Er zijn haren van 4 tot 15 µm dik op het oppervlak van de hoed.

### Variabiliteit
Aangezien er bij de stekeltrilzwam verschillende kleurvarianten kunnen worden waargenomen, kan worden aangenomen dat deze worden veroorzaakt door ecologische, seizoensgebonden of leeftijdsgebonden factoren. Dit is echter nog niet bevestigd. Vruchtlichamen met verschillende kleurschakeringen kunnen op hetzelfde substraat verschijnen, tegelijkertijd als jonge en oudere exemplaren.

## Verspreiding
De stekeltrilzwam komt algemeen voor. Hij wordt gevonden in het Holarctisch gebied, Midden- en Zuid-Amerika, Zuidoost-Azië en Nieuw-Zeeland. Buiten het Holarctisch gebied komt de schimmel voor in Mexico, Panama, Brazilië en Colombia, waar hij vooral groeit op tropisch hardhout en in Azië in China, Vietnam en Indonesië. 
In Europa is de schimmel wijdverspreid in Midden- en Oost-Europa. Het verspreidingsgebied strekt zich uit van Groot-Brittannië en Frankrijk tot Oost-Polen en het voormalige Oost-Pruisen. In het zuiden reikt hij tot Italië, Griekenland (waar de schimmel zeer zeldzaam is) en West-Oekraïne. Noordwaarts strekt de verspreiding zich uit tot de Hebriden en Fennoscandinavië. Daar is het vrij gebruikelijk tot de 60e breedtegraad, maar neemt het snel af tot de 50e breedtegraad.
In Nederland komt hij algemeen voor. Hij staat niet op de rode lijst en is niet bedreigd.